# Лейвискя, Хелви
Хелви Лейвискя (фин. Helvi Leiviskä; 25 мая 1902, Гельсингфорс, Великое княжество Финляндское, Российская империя — 12 августа 1982, Хельсинки, Финляндия) — финский композитор, писательница, музыкальный педагог, библиотекарь
 Академии имени Сибелиуса.
Лауреат высшей государственной награды Финляндии для деятелей искусств Pro Finlandia (1962).

## Биография
В 1927 году окончила Хельсинкский музыкальный институт по классу композиции Эркки Мелартина. Продолжила учёбу в Венской консерватории. После возвращения на родину училась у Лееви Мадетойя.
С 1922 по 1938 год давала частные уроки музыки, работала учителем музыки в государственных школах. В 1933 году заняла должность библиотекаря в Академии имени Сибелиуса.
В 1935 году дебютировала, как композитор.
После окончания Второй мировой войны продолжила обучение у Лео Фунтека.
Автор музыкальных обзоров для периодических изданий, статей.

## Избранные музыкальные сочинения
- Piano Concerto, 1935
- Triple Fugue for Orchestra, 1938
- Symphony No. 1, 1947
- Symphony No. 2, 1954
- Symphony No. 3, 1971
- Sinfonia Brevis, 1962
- Folk Dance Suite (Kansantanssisarja), 1934
- Hobgoblin of Darkness (Pimeän peikko), 1942
- The Lost Continent (Mennyt manner) for choir and orchestra, 1957
- Juha (музыка к фильму), 1937
- Violin Sonata, 1945
- Piano Quartet, 1926